# Boz (Anten)
Boz war um 375/380 ein legendärer Fürst des spätantiken Volksstamms der Anten nördlich des Schwarzen Meeres. 
Jordanes erwähnt Boz in den Getica als rex Antorum („König der Anten“, Getica 48, 247 ff.). Der König der Greutungen Vinitharius soll gegen ihn gekämpft und ihn besiegt haben. Anschließend habe er Boz, seine acht Söhne und 70 primates (wichtige Personen) kreuzigen lassen.
Die Historizität der Ereignisse ist unsicher. Andere Autoren nennen die Anten erst für das 6. Jahrhundert, doch ist ein früheres Auftreten nicht auszuschließen. Boz wird denn auch durchaus als historische Person betrachtet. Eventuell handelte es sich bei diesen Anten um Vorfahren bzw. eine frühe Gruppe der in zeitgenössischen Quellen des 6. Jahrhunderts eindeutig belegten Anten. Andererseits betrachtet Florin Curta Boz als quasi-legendäre Gestalt.